# تجمع وادي طمق (تريم)

تعديل مصدري - تعديل

تجمع وادي طمق هي إحدى قرى عزلة تريم بمديرية تريم التابعة لمحافظة حضرموت، بلغ تعداد سكانها 47 نسمة حسب تعداد اليمن لعام 2004.